# Sint-Niklaasstraat

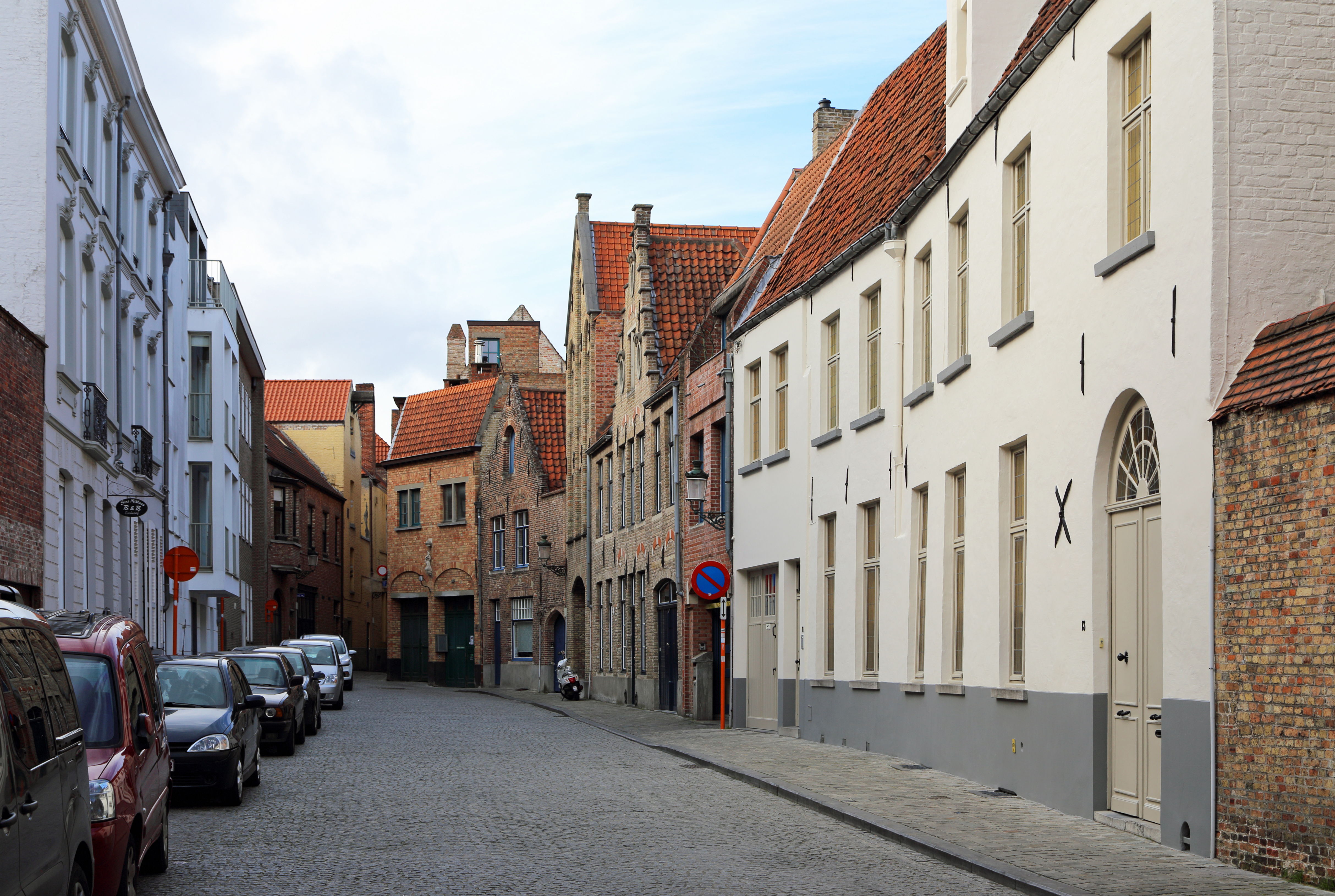
De Sint-Niklaasstraat gezien in de richting van de Steenstraat

De Sint-Niklaasstraat is een straat in Brugge.

## Beschrijving
De straat, een steeg eigenlijk, heette oorspronkelijk Mostaardstraat.
In 1394 werd er een godshuis opgericht, dat als patroonheilige Sint-Nicolaas kreeg. De oprichter ervan was de koopman Nicolaas Pagant, die hiermee zijn eigen patroonheilige eerde. Het door hem opgerichte godshuis was bestemd om aan arme ambulante kooplieden een onderdak te verschaffen.
Stilaan verdrong het aanwezige godshuis de oorspronkelijke naam, zoals blijkt:
- 1542: Mostaertstraetkin dat men heet Sint-Niclaesstraetkin.

Het Brugse ambacht van de 'merseniers' (handelaars in garen en band), van wie de heilige Nicolaas de patroonheilige was, hield zijn kerkdiensten in de kapel van het godshuis en hield er ook zijn bijeenkomsten.
Toen na de Franse Revolutie de burgerlijke overheid het goed beheerde, werd het godshuis aangewend voor de verpleging van onder meer venerische ziekten. In 1889 werd het gebouw door de stad Brugge aangekocht en afgebroken. Hiermee werd de straat langs de kant Oude Burg verbreed, maar bleef aan de andere kant een nauwe steeg.
De Sint-Niklaasstraat loopt van de Oude Burg naar de Steenstraat.